# Italienische Partie
Bei der Italienischen Partie handelt es sich um eine Eröffnung des Schachspiels, die in mehrere Varianten unterteilt wird. Sie ist auch bekannt als Giuoco piano und zählt zu den ältesten Eröffnungen.

## Zugfolge
Die Italienische Partie zählt zu den Offenen Spielen und entwickelt sich aus dem Königsspringerspiel.
Typischerweise beginnt sie mit den Zügen:
1. e2–e4 e7–e5

2. Sg1–f3 Sb8–c6

3. Lf1–c4 Lf8–c5
In der Italienischen Partie zielt Weiß mit seiner Läuferentwicklung nach c4 auf den empfindlichen Punkt f7 und setzt seine Entwicklung fort. In dieser Zugfolge gibt es sowohl sehr scharfe Varianten als auch besonders positionelle Fortsetzungen (das Giuoco pianissimo 4. d2–d3).
Eng verwandt ist das Zweispringerspiel im Nachzuge mit 3. … Sg8–f6, das nach 4. Sf3–g5 zu sehr scharfen Varianten führen kann, andererseits nach 4. d2–d3 wiederum zu den ruhigen Varianten der Italienische Partie zurückkehrt.

## Übersicht der Varianten
- Der Greco-Angriff entsteht in der Hauptvariante 4. c2–c3 Sg8–f6 5. d2–d4 e5xd4 6. c3xd4 Lc5–b4+ durch 7. Sb1–c3 (7. Lc1–d2 vermeidet die Komplikationen)
  - Der Möller-Angriff 7. … Sf6xe4 (7. … d7–d5?! geschah in Steinitz – von Bardeleben, Hastings 1895) 8. 0–0 Lb4xc3 9. d4–d5 (Die Verbesserung Möllers) Lc3–f6 10. Tf1–e1 Sc6–e7 11. Te1xe4 d7–d6 12. Lc1–g5 Lf6xg5 13. Sf3xg5 h7–h6 mit den beiden Angriffswegen
    - 14. Lc4–b5+ Lc8–d7 (14. … c7–c6?, wonach nicht 15. d5xc6? 0–0 folgt, sondern 15. Sg5xf7! Ke8xf7 16. Dd1–f3+ mit starkem Angriff) 15. Dd1–e2 Ld7xb5 16. De2xb5+ Dd8–d7[1] 17. Db5xb7 0–0 18. Ta1–e1 Ta8–b8! (18. … Tf8–b8 19. Te4xe7 Dd7xe7 20. Db7xb8+ Ta8xb8 21. Te1xe7 h6xg5 22. Te7xc7 Tb8xb2 23. h2–h3 Tb2xa2 24. Tc7–c6 und das Turmendspiel ist remis.) 19. Db7xa7 (19. Te4xe7? scheitert daran, dass nach 19. … Dd7xe7 das Schlagen 20. Db7xb8?? diesmal ohne Schachgebot erfolgt, so dass Weiß nach 20. … De7xe1# matt ist.) 19. … Se7xd5 20. Da7–d4 Dd7–f5! 21. Sg5–f3 Tb8–b4 22. Sf3–h4 (22. Dd4xb4?! Sd5xb4 23. Te4xb4 sollte für Weiß nicht reichen) 22. … Df5–g5! 23. Sh4–f3 Tb4xd4 24. Sf3xg5 Td4–d2 und Schwarz gewinnt auf b2 einen wichtigen Bauern, weil Weiß erst seinen Springer g5 retten muss. Das ist auch der Grund, warum Schwarz den indirekten Damentausch erst nach dem Einschub der Züge 22. … Dg5! 23. Sf3 zulässt
    - und 14. Dd1–e2 h6xg5 15. Ta1–e1 Lc8–e6 16. d5xe6 f7–f6 kristallisierte sich im Laufe der Zeit als Hauptvariante heraus.
- Die Systeme mit 4. d2–d3 werden mit Giuoco pianissimo (sehr ruhiges Spiel) bezeichnet. Historisch wird darunter in erster Linie das symmetrische Italienische Vierspringerspiel mit 4. d2–d3 Sg8–f6 5. Sb1–c3 d7–d6 (oder Zugumstellungen) verstanden.
- Die positionell nachhaltige Zugfolge 4. c2–c3 Sg8–f6 5. d2–d3, die auch durch 3. … Sg8–f6 4. d2–d3 Lf8–c5 5. c2–c3 entstehen kann, wird gelegentlich ebenfalls als Giuoco pianissimo bezeichnet. Sie wurde erst in den 1970er und 1980er Jahren durch John Nunn und verschiedene junge sowjetische Spieler populär; siehe dazu etwa Kasparow – Lautier, Linares 1994. 5. … d7–d6 6. b2–b4 ist die Blackburne-Bird-Variante.
- Das verwandte Evans-Gambit 4. b2–b4 ist eine eigenständige Eröffnung.
- 4. d2–d4 ist das Italienische Gambit, das auch durch 4. 0–0 Sg8–f6 5. d2–d4 erreicht werden kann. Das Spiel geht nach 4. d2–d4 e5xd4 5. 0–0 Sg8–f6 6. e4–e5 als auch nach 4. 0–0 Sg8–f6 5. d2–d4 e5xd4 6. e4–e5 in den Max-Lange-Angriff über. Beim sofortigen 4. d2–d4 hat Schwarz nach Lc5xd4 5. Sf3xd4 Sc6xd4 6. 0–0 (von George Koltanowski gespielt) den sinnvollen Abwartezug d7–d6. 6. Lc1–e3 erzwingt eine konkrete Reaktion.
  - Bei 4. 0–0 Sg8–f6 5. d2–d4 Lc5xd4 6. Sf3xd4 Sc6xd4 sind 7. f2–f4 und 7. Lc1–g5 die weißen Hauptantworten.
- 4. 0–0 verschiebt die Entscheidung über die Bauernstruktur um 1 Zug. Nach 4. … Sg8–f6 allerdings ist der Übergang in die Hauptvariante 4. c2–c3 nebst 5. d2–d4 nicht mehr möglich. In der Partie Dubois – Steinitz, London 1862 deckte 5. d2–d3 seinen Nachbarn auf e4.

## Italienisches Vierspringerspiel
Im Italienischen Vierspringerspiel kann 6. Lc1–g5 (Canal-Variante) oder 6. Lc1–e3 folgen. Die Bezeichnung Canal-Variante leitet sich aus einer Partie ab, die beim Karlsbader Turnier von 1929 zwischen Esteban Canal und Hans Johner gespielt wurde. Schon vorher war diese Variante mehrfach in Meisterpartien vorgekommen.
Nach 6. Lc1–g5 kann die Drohung 7. Sc3–d5 nebst 8. Sd5xf6+ g7xf6 mit Doppelbauer durch 6. … h7–h6 bekämpft werden. Mit 7. Lg5xf6 Dd8xf6 8. Sc3–d5 Df6–d8 9. c2–c3 a7–a6 10. d3–d4 Lc5–a7 holt Weiß seine Zentrumsbildung nach. Eine moderne, von David Bronstein erprobte Alternative ist 6. … Sc6–a5, wobei Schwarz den Abtausch des weißen Königsläufers anstrebt.

## Geschichte

### Theorie
Die Eröffnung wurde bereits im 15. Jahrhundert in der Göttinger Handschrift sowie in der Repetición de Amores y Arte de Ajedrez (erschienen 1497) von Luis Ramírez Lucena erwähnt. Die damals gültigen Regeln für die Rochade unterscheiden sich von denen des modernen Schachs.
Die moderne Rochade wurde erstmals 1620 von Gioacchino Greco erwähnt. In der von ihm herausgegebenen Partiensammlung wird auch die Partie
4. c2–c3 Sg8–f6 5. d2–d4 e5xd4 6. c3xd4 Lf8–b4+ 7. Sb1–c3 Sf6xe4 8. 0–0 Se4xc3 9. b2xc3 Lb4xc3 10. Dd1–b3 Lc3xa1 11. Lc4xf7+ Ke8–f8 12. Lc1–g5 Sc6–e7 13. Sf3–e5 La1xd4 14. Lf7–g6 d7–d5 15. Db3–f3+ Lc8–f5 16. Lg6xf5 Ld4xe5 17. Lf5–e6+ Le5–f6 18. Lg5xf6 Kf8–e8 19. Lf6xg7 1:0
angegeben. Diese Variante besitzt seitdem theoretische Bedeutung. Heutzutage gilt es für Schwarz als die bessere Wahl, den Springer c3 im achten Zug mit dem Läufer b4 statt mit dem Springer e4 zu schlagen.
Abhandlungen über die Eröffnung finden sich in den Schachbüchern von Philipp Stamma (1745), Giambattista Lolli (1763), Domenico Lorenzo Ponziani (1782), William Lewis und Paul Rudolph von Bilguer: Handbuch des Schachspiels (1843).
Eine wichtige Bereicherung war 1824 die Entdeckung der Gambit-Idee b2–b4 durch William Davies Evans, welche als vierter weißer Zug bald zur neuen Hauptvariante wurde.
Bis zur Mitte des 19. Jahrhunderts wurde die Eröffnung als Giuoco piano bezeichnet (italienisch, zu deutsch: „ruhiges Spiel“). Die Bezeichnung „italienische Partie“ findet sich in der 1857 veröffentlichten Sammlung neuer Schachpartien von Max Lange. Zur Mitte des 20. Jh. unterzog der Weltklassespieler Paul Keres die Eröffnung einer gründlichen Untersuchung. Danach war Fernschachweltmeister Jakow Borissowitsch Estrin ein führender Experte.

### Praxis
Eine frühe Partie, bei der die Namen beider Spieler überliefert sind, fand vor 1750 in Modena zwischen Giambattista Lolli und Ercole del Rio statt. Sie wurde mit der Regel der freien Rochade gespielt:
3. … Sg8–f6 4. Sb1–c3 Lf8–c5 5. Sf3–g5 freie Rochade Ke8–h8 und Th8–f8 6. Sg5xf7+ Tf8xf7 7. Lc4xf7 Dd8–f8 8. Lf7–c4 Lc5xf2+ 9. Kg1–f1 d7–d5 10. Lc4–e2 d5xe4 11. d2–d3 Lf2–h4 12. Kf1–g1 Df8–c5+ 13. d3–d4 Sc6xd4 14. Lc1–e3 Sd4–f3+ 15. Kg1–f1 Dc5xe3 16. Dd1–d8+ Sf6–g8 17. Sc3–d1 De3–g1+ 18. Th1xg1 Sf3xh2# 0:1
4. Lc4xf7+? ist das Jerome-Gambit
Evans konnte in London gegen den Meisterspieler Alexander McDonnell zwei Partien gewinnen: 1826 oder 1827 eröffnete er mit 4. 0–0 d7–d6 5. b2–b4 und 1829 mit dem besseren sofortigen 4. b2–b4.
Das Evans Gambit kam neben anderen Varianten der Italienischen Partie 1834 im Londoner Wettkampf zwischen McDonnell und Louis-Charles Mahé de La Bourdonnais zur Anwendung.
In den Weltmeisterschaftskämpfen von Wilhelm Steinitz am Ende des 19. Jahrhunderts kam die Eröffnung häufig zum Einsatz, insbesondere wenn Steinitz die schwarzen Steine führte:
- Michail Tschigorin spielte in acht seiner neun Weißpartien 1889 in Havanna das Evans-Gambit (+4 =1 −3, aus Sicht von Weiß).
- Isidor Gunsberg spielte Italienisch in sieben seiner neun Weißpartien 1890 in New York (+3 =2 −2).
- Tschigorin spielte in acht seiner zwölf Weißpartien 1892 in Havanna das Evans-Gambit (+4 =3 −1).
- Gegen Emanuel Lasker spielte Steinitz 1894 in New York zweimal Italienisch als Weißer (+1, =1) und gewann in Montreal einmal mit Schwarz.
- Zu Beginn des Revanchekampfes 1896 in Moskau verlor Steinitz in Italienischen Partien zweimal als Weißer und einmal als Schwarzer.

Die wohl berühmteste italienisch eröffnete ist die Partie Steinitz – von Bardeleben, Hastings 1895.
Im 20. Jahrhundert trat die Eröffnung zugunsten anderer Methoden in den Hintergrund, vor allem nachdem die Spanische Eröffnung (3. Lf1–b5) von der modernen Theorie als nachhaltiger angesehen wurde. Dennoch kam es zu gelegentlichen Renaissancen der Italienischen Partie:
- Im Turnier von Karlsbad 1929 war Esteban Canal in mehreren Partien mit der nach ihm benannten Variante des Giuoco Pianissimo erfolgreich.
- Bobby Fischer gelang in New York 1963 mit dem Evans-Gambit ein Sieg gegen Reuben Fine in nur 17 Zügen.
- Das Evans-Gambit kam 1995 erneut in Mode, als Weltmeister Garri Kasparow damit in den Turnieren von Riga gegen Viswanathan Anand in 25 Zügen und von Amsterdam gegen Jeroen Piket in 29 Zügen gewann.

Bei der Schachweltmeisterschaft 2016 kam die Italienische Partie zweimal auf das Brett, bei der Schachweltmeisterschaft 2021 einmal.